# MTV Games
MTV Games foi um programa exibido na MTV Brasil que tem como foco principal o mundo dos Games.

## O Programa em 2011
O programa estreou no dia 4 de novembro de 2011 na sexta-feira às 21:30, e tinha como base mostrar tudo de novo no mundo dos Games. Era  apresentado por PC Siqueira e Diego Quinteiro em um pequeno quarto onde fica os dois jogando videogame. Tinha direção de Renato Viliegas e  produçao da Filnt Brasil e possuía parceria com a Microsoft, Uz Games, Hot Games e a MIS. Em 11 de novembro de 2011 o programa visitou o evento de Games BlizzCon. Em 2 de dezembro de 2011 o programa visitou o evento "Cosplay In Rio 2". Em 16 de dezembro de 2011 o programa visitou o evento de games Game On. A Temporada acabou no dia 16 de dezembro de 2011 com apenas 7 episódios.

## O Programa em 2012
Em 2012 o programa voltou no dia 13 de janeiro de 2012, mas com a censura para 12 anos, e no primeiro programa houve uma retrospectiva de 2011, e continuou a ser exibido nas sextas mas por sua vez às 23:00. Com o mesmo cenário a direção continuou de Renato Viliegas, a produção da Filnt Brasil e parceria com a Microsoft e a Rhino Pub.

## MTV Games Awards 2011
Foi um evento que ocorreu no programa no dia 9 de dezembro de 2011,onde você votaria em certas categorias e se acertasse você e mais dois amigos concorreriam a 3 Xbox360.O Evento foi confirmado para a temporada 2012

### GANHADORES
Game do ano
VENCEDOR — Batman: Arkham City
Personagem do ano
VENCEDOR — Marcus Fênix (Gears fo War 3)
Melhor Publicidade In Game
VENCEDOR — Adidas em Pro Evolution Soccer 2012
Melhor jogo para mexer o esqueleto
VENCEDOR — Just Dance 3
Melhor música
VENCEDOR — 30 Sec. to Mars - Night of the Hunter (Shift 2 Unleashed)
Melhor jogo para compartilhar seu mundo
VENCEDOR — Gears of War 3
Melhor experiência imersiva
VENCEDOR — Final Fantasy XIII
Melhor arma de destruição em massa
VENCEDOR — Vulcan Cannon (Gear of War 3)
Melhor meio de transporte
VENCEDOR — Batmobile (Batman: Arkham City)
Duelo do ano
VENCEDOR — Kratos X Shao Kahn (Mortal Kombat)
Roupa mais sexy
VENCEDOR — Kitana (Mortal Kombat)
JOGO MAIS AGUARDADO DE 2012
VENCEDOR — Diablo 3
Revelação de 2011
VENCEDOR — Nintendo 3DS

## Jogos já Comentados no Programa
- Gears of War 3
- NeverDead
- FIFA 12
- Pro Evolution Soccer 2012
- Batman: Arkham City
- Gunstringer
- Forza 4
- Star Wars: The Old Republic
- Just Dance 3
- Mists of Pandaria
- World of Warcraft
- Dead Island
- X-Men: Destiny
- Grand Theft Auto V
- Mafia Wars 2
- Uncharted 3: Drake's Deception
- Diablo III
- Driver: San Francisco
- F1 2011
- The Legend of Zelda: Skyward Sword
- Battlefield 3
- Need For Speed: The Run
- CastleVille
- Call of Duty: Modern Warfare 3
- Sudden Attack
- Sonic Generations
- Kirby's Return to Dreamland
- Saints Row: The Third
- Assassin's Creed Revelations
- The Elder Scrolls V: Skyrim
- Mortal Kombat 9
- Age of Empires Online
- Puss in Boots
- Saint Seiya: Sanctuary Battle
- Gears of War 3: RAAM´s Shadows
- Metal Gear
- StarCraft II: Heart of the Swarm
- Bioshock Infinite
- Raving Rabbids: Alive and Kicking
- Star Wars: War in the North
- Mario Kart 7
- Counter-Strike: Global Offensive
- The Black Eyed Peas Experience
- Max Payne 3
- Rayman Origins
- Rage

## Participações
- Lucas Silveira - Vocalista e Guitarrista Base da banda Fresno
- Lucas Lima - Músico e compositor de trilha de Jogos como Winemaker Extraordinaire.
- Rafael Bittencourt - No dia 20 de janeiro de 2012 PC teve uma aula de guitarra com Rafael Bittencourt da banda Angra para jogar Rocksmith.